# Atscher Mühle

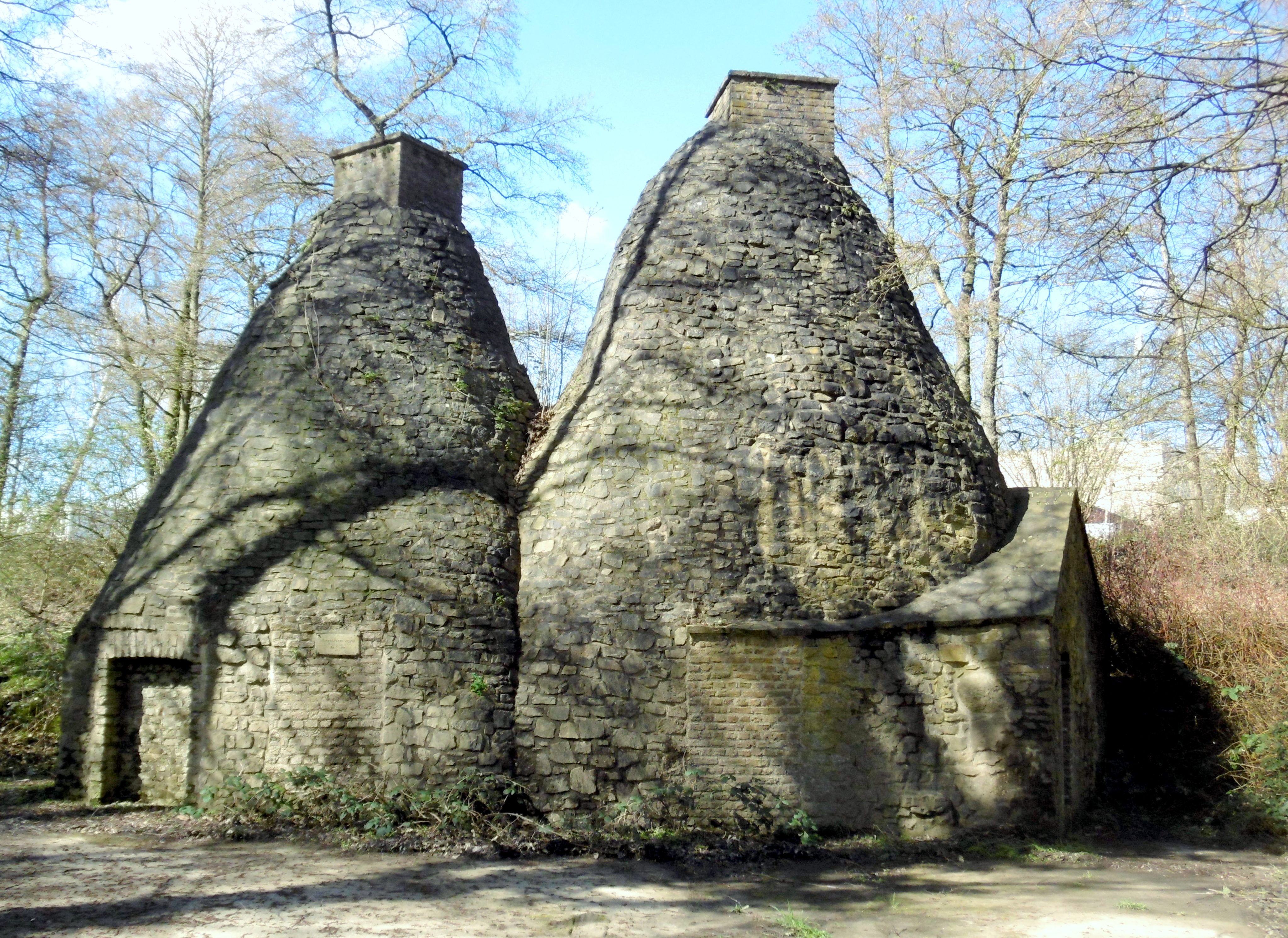
Schmelzöfen der ehem. Atscher Mühle

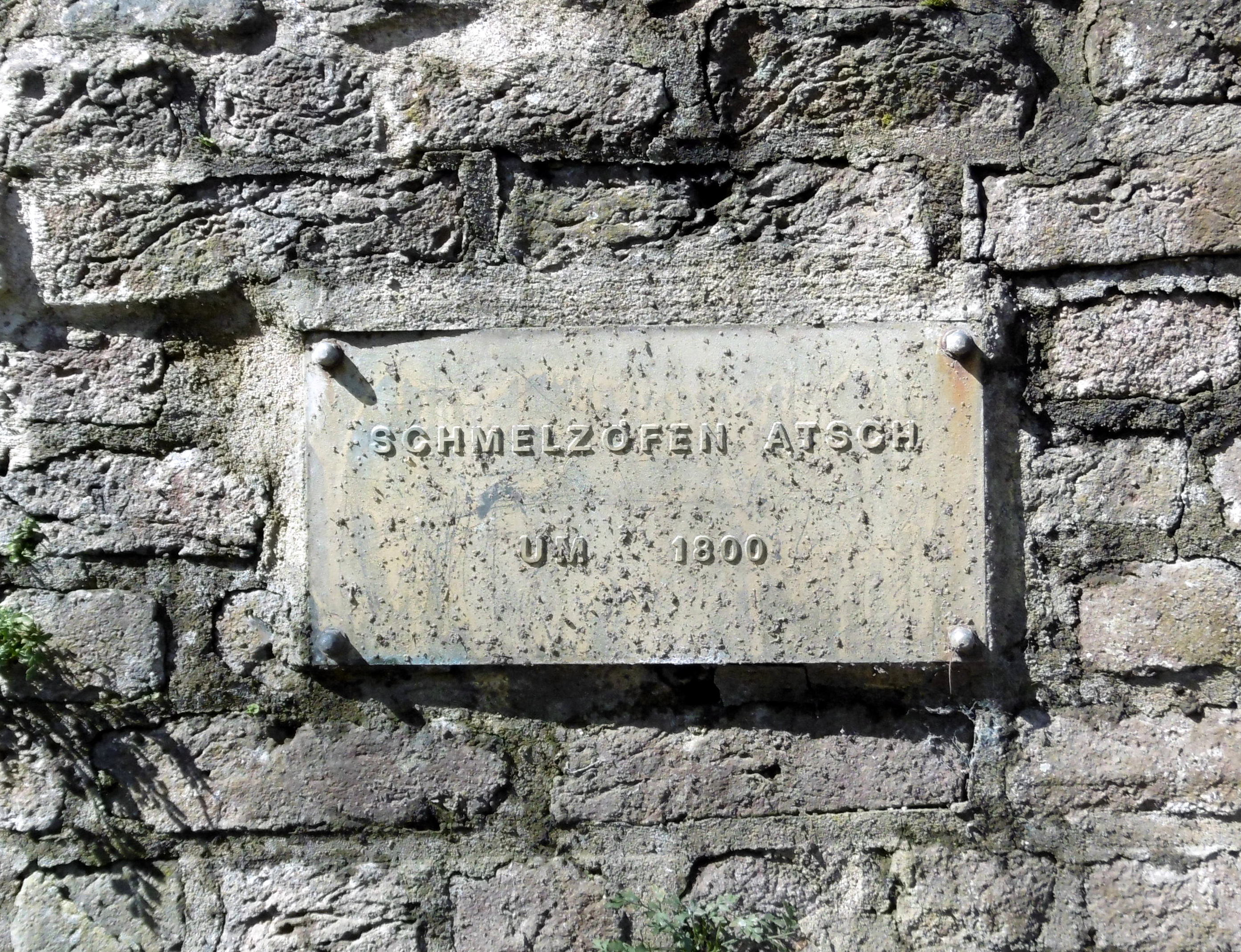
Baujahrplakette am Schmelzofen

Die Atscher Mühle war eine Kupfermühle zur Produktion von gewalztem Messing im Stolberger Ortsteil Atsch. Auf dem vormaligen Betriebsgelände wurde später die Grünanlage „Berthold-Wolff-Park“ eingerichtet, die nach dem Namen des  jüdischen Textilhändlers Berthold Wolff  aus Stolberg benannt worden war. Von dem ehemaligen Industriekomplex existieren lediglich noch zwei im Jahr 1980 restaurierte und unter Denkmalschutz gestellte Glutöfen sowie ein als Wohnhaus umgebautes Industriegebäude und der Atscher Weiher mit Reststrukturen des alten Mühlengrabens. 

## Geschichte
Bereits im 15. Jahrhundert existierte zwischen der Grube Atsch und der Grube Propstei, in denen die Kohle in Pingen abgebaut wurde, ein Pumpenhaus zur Entwässerung des Grubenwassers. Nach der Stilllegung der Atscher Grube im Jahr 1784 wurde dieses Pumpenhaus durch Johann Peltzer übernommen und als Mühlenbetrieb für ein Hammerwerk umgebaut. Dazu leitete er für die Antriebsenergie zusätzlich noch einen so genannten Obergraben von der Inde, der hier Münsterbach heißt, zu einem vorgelagerten Weiher, dem Atscher Weiher, der als Wasserreservoir für das Aufschlagwasser der Mühle diente. Zu Beginn des 19. Jahrhunderts übernahm der Messingfabrikant Matthias Leonhard Schleicher (1758–1836) die Anlage, der diese im Jahr 1810 zu einer Latschmühle ausbaute und dort ein Messingwalzwerk einrichtete. Später folgte der Bau mehrerer aus Bruchsteinen errichteter Glühöfen zum Erhitzen des zuvor im Kaltverfahren ausgewalzten Metalls, von denen einer in dem eingeschossigen Mühlengebäude, dem heutigen umgebauten Wohnhaus, und zwei außerhalb der Fabrikgebäude aufgestellt wurden.
Bis 1873 wurde die Messingfabrik Atscher Mühle von den Nachkommen von Matthias Leonhard Schleicher betrieben. Danach erfolgte die Schließung des Werks und die Produktion wurde in das Hauptwerk der Familie Schleicher am Eisenbahnweg integriert. Dieses Hauptwerk hatte ebenfalls Matthias Leonhard Schleicher bereits 1822  in unmittelbarer Nachbarschaft zum Kupferhof Unterster Hof, dem Hauptsitz der Familie, als komplexes Messingwerk aufgebaut, aus dem im Jahr 1933 durch Fusion mehrerer Einzelbetriebe die Stolberger Metallwerke hervorgegangen sind. Den Mühlenkomplex in Atsch übernahm die benachbarte Chemische Fabrik Rhenania, die dort eine Fassbinderei zum Abfüllen ihrer chemischen Produkte einrichtete. Während des Zweiten Weltkrieges wurden die Räumlichkeiten der Fassbinderei als Lager und Arbeitsstätte für Juden genutzt, die 1942 von dort in die Vernichtungslager deportiert wurden sowie für russische, ukrainische und polnische Zwangsarbeiter und Kriegsgefangene.
Bedingt durch die Kriegszerstörungen und die Schließung der Chemischen Fabrik Rhenania lohnte sich der anschließende Neuaufbau für die meisten vormaligen Mühlengebäude nicht mehr und das Industriegelände verfiel.
Ab den 1970er-Jahren wurde schließlich das Areal zum neuen Berthold-Wolff-Park mit den beiden erhalten gebliebenen und sanierten Glühöfen umgestaltet. Ebenfalls vorhanden ist noch der an der Ecke Eisenbahn-/Rhenaniastraße liegende Atscher Weiher, der seit dem späten 19. Jahrhundert in zwei Hälften geteilt worden war, sowie Teile des ehemaligen Mühlengrabens, der als Vertiefung im Gelände erkennbar ist.